# الميناء الجديد لآسفي
ميناء آسفي الجديد، هو ميناء صناعي على الساحل الأطلسي الغربي للمغرب، يقع على تراب جماعة اولاد سلمان جنوب مدينة آسفي، بإقليم آسفي، جهة مراكش آسفي، يبعد هذا الميناء ب 6 كلم من المجمع الصناعي للمكتب الشريف للفوسفاط، و2 كلم من المحطة الحرارية لآسفي.

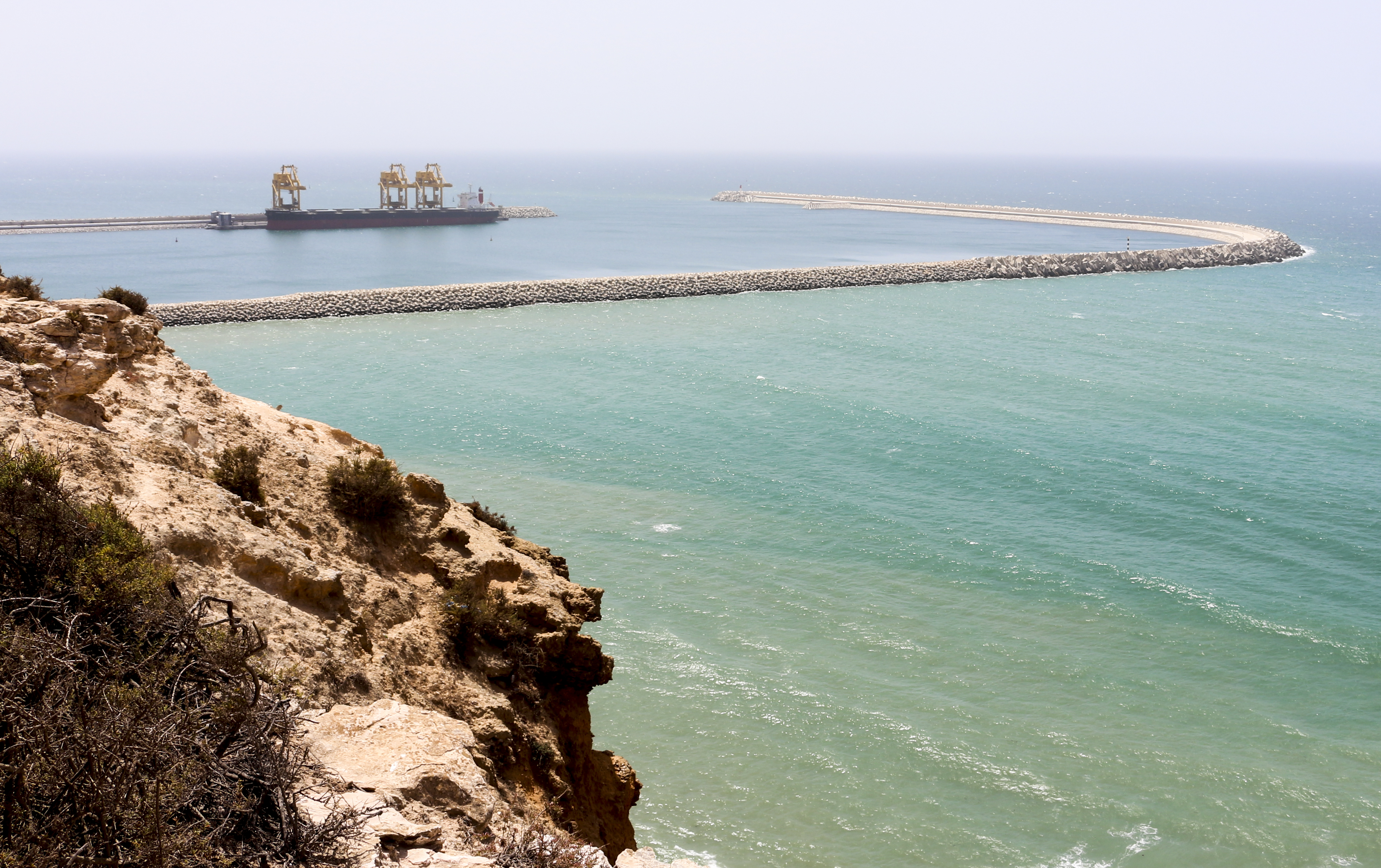

## دور الميناء
تم إنجاز هذا المشروع بهدف تزويد المغرب بميناء قادر على الاستجابة لاحتياجات المحطة الحرارية آسفي القريبة من الميناء، والتابعة للمكتب الوطني للماء والكهرباء، وذلك من حيث حركة مرور الفحم، واستضافة السفن الناقلة للفحم وغيرها من الأنشطة (المكتب الشريف للفوسفاط، خام ميناء آسفي المدينة، إلخ.) وغيرها من أنشطة التصدير والاستيراد المختلفة.

## أهداف تشييد الميناء
يندرج مشروع تشييد هذا الميناء في إطار الاستراتيجية الوطنية للموانئ في أفق سنة 2030، والهادفة إلى تعزيز حصة المغرب من سوق التجارة البحرية الدولية، والرحلات السياحية وإلى الإدماج في نظام الموانئ داخل شبكة حركة النقل الجهوي، كما يهدف هذا المشروع إلى المساهمة في ترسيخ التوازنات الجهوية للمملكة و تعزيز التنمية الاجتماعية والبشرية، ودعم تنافسية النشاط الاقتصادي. تم تشييد ميناء آسفي الجديد ضمن قطب عبدة-دكالة، باعتباره من الأقطاب الستة المكونة للاستراتيجية الوطنية الكبرى، وذلك من أجل مواكبة قطاع الطاقة والصناعة الكيميائية للجهة، وتطوير حركة النقل في صنف الحمولات الطاقية الكبرى والصناعة المعدنية.

## تشييد الميناء
تم تشييد هذا الميناء على مساحة 3 هكتارات، مساحة 135000 م مكعب منها أنجزت فيها أشغال الحفر والتنقيب، بتكلفة 3.929 مليار درهم، من طرف تكتل كل من الشركتيم (SGTM و STFA). كان يفترض تشييد هذا الميناء في مدة 53 شهر، من سنة 2013، إلى سنة 2017، لكن تم الفشل في إخراج المشروع في الوقت المحدد، وقد بررت الحكومة المغربية ذلك بحجة القيام ببعض الأشغال الإضافية على مستوى الحاجز الرئيسي ورصيف الخدمات، لكن جهات جمعوية أرجعت هذا التأخر لظهور بعض التصدعات في بعض المجسمات المكونة لرصيف الفحم، ما دفع الجمعية المغربية لحماية المال العام إلى تقديم شكايةً حول اختلالات وعيوب تقنية وهندسية في ورش الميناء الجديد للمدينة نتيجة غش وارد في أدوات البناء، وبالتالي احتمال وجود شبهة نهب المال العام والغش والإفلات من العقاب وعدم ربط المسؤولية بالمحاسبة، حيث كلف هذا الأمر تأخير تقديم المشروع إلى نهاية سنة 2020  وخسائر بلغات أزيد من 1 مليون درهم.

## مكونات الميناء

### منشأة الحماية
- حاجز رئيسي بطول مجموعه 2263م
- حاجز ثانوي بطول مجموعه 777م
- منشآت الحماية بطول مجموعه 350م

### منشأة الرسو
- محطة للفحم ب -16.50 (m/Zh) و 280 متر طولي
- رصيف للخدمة ب -6.00 (m/Zh) و طول 100 م[2]

### الإدارات
- قبطانية
- مقر الوقاية المدنية
- مقر الدرك الملكي [6]

## مواكبة الميناء
تتم مواكبة عمل هذ الميناء من خلال ثلاثة أشطر:
الشطر الأول: استيعاب رواج الفحم الخاص بالمحطة الحرارية الجديدة لآسفي بكمية سنوية تقدر بـ5,3 مليون طن لانتاج 1320 ميغاوات
الشطر الثاني: الرفع من كمية الفحم الخاص لتشغيل المحطة الحرارية لآسفي إلى 7 ملايين طن سنوياً لانتاج 2640 ميغاوات في أفق 2020
الشطر الثالث: استيعاب رواج المجمع الشريف للفوسفاط بكمية تقدر بـ15 مليون طن 